# Victims of Communism Memorial Foundation
La Victims of Communism Memorial Foundation (VOC) è un'organizzazione non a scopo di lucro anticomunista e conservatrice con sede negli Stati Uniti d'America, autorizzata da un atto unanime del Congresso nel 1993 con lo scopo di "istruire gli americani sull'ideologia, la storia e l'eredità del comunismo" e difendere gli "ideali americani".
L'organizzazione ha realizzato il Victims of Communism Memorial a Washington e fa parte della Platform of European Memory and Conscience dell'Unione europea. Riceve fondi e sostegni dall'American Legislative Exchange Council, dalla The Heritage Foundation e altri think-tank conservatori.

## Storia
Nel 1991, il senatore repubblicano lobbista Steve Symms e il rappresentante repubblicano Dana Rohrabacher presentarono risoluzioni al Congresso degli Stati Uniti che sollecitavano la costruzione di "un Memoriale internazionale alle vittime del comunismo in un luogo appropriato entro i confini del Distretto di Columbia e per la nomina di una commissione per sovrintendere alla progettazione, costruzione e tutti gli altri dettagli pertinenti del memoriale."
Nel 1993, Rohrabacher e il senatore repubblicano Jesse Helms promossero gli emendamenti al Friendship Act del 1993 che autorizzavano tale costruzione. La legge fu alla fine firmata dal presidente Bill Clinton il 17 dicembre 1993. La legge citò "la morte di oltre 100 000 000 di vittime in un olocausto imperiale senza precedenti" e stabilì che "i sacrifici di queste vittime dovrebbero essere commemorati in modo permanente in modo che mai più nazioni e popoli permetteranno a una tirannia così malvagia di terrorizzare il mondo". Secondo il titolo IX, sezione 905 della Public Law 103-199, doveva essere istituita un'organizzazione indipendente per costruire, mantenere e gestire il Victims of Communism Memorial a Washington, DC, nonché per raccogliere i contributi per l'istituzione del memoriale e incoraggiare la partecipazione di tutti i gruppi che hanno vissuto durante i regimi comunisti.
Nel 2007, la fondazione ha completato il Victims of Communism Memorial, inaugurato dal presidente George W. Bush. Nel 2016, la fondazione ha pubblicato un elenco di 51 prigionieri di coscienza a Cuba poco prima della visita del presidente Barack Obama e dell'incontro con Raúl Castro. Nel 2020, l'organizzazione ha pubblicato un rapporto che accusava la Cina di compiere prelievi di organi da praticanti del Falun Gong e dagli uiguri.
Nel 2016, il blog Dissident della Victims of Communism Memorial Foundation compilò un intervallo di stime aggiornate e concluse che l'intervallo complessivo "va da 42.870.000 a 161.990.000" uccisi dai comunisti, con 100 milioni come la cifra più comunemente citata. Secondo l'antropologa Kristen Ghodsee e il professore Scott Sehon, la stima dei 100 milioni favorita dall'organizzazione è dubbia e potrebbe essere inferiore, poiché la fonte è la controversa introduzione al Libro nero del comunismo di Stéphane Courtois. Ghodsee e Sehon scrivono anche che "cavillare sui numeri è sconveniente. Ciò che conta è che molte, molte persone sono state uccise dai regimi comunisti."
Nell'aprile 2020, l'organizzazione ha annunciato che avrebbe aggiunto le vittime globali della Pandemia di COVID-19 al loro bilancio delle vittime del comunismo, incolpando il governo cinese per lo scoppio e ogni morte causata da essa.

## Programmi

### Victims of Communism Memorial

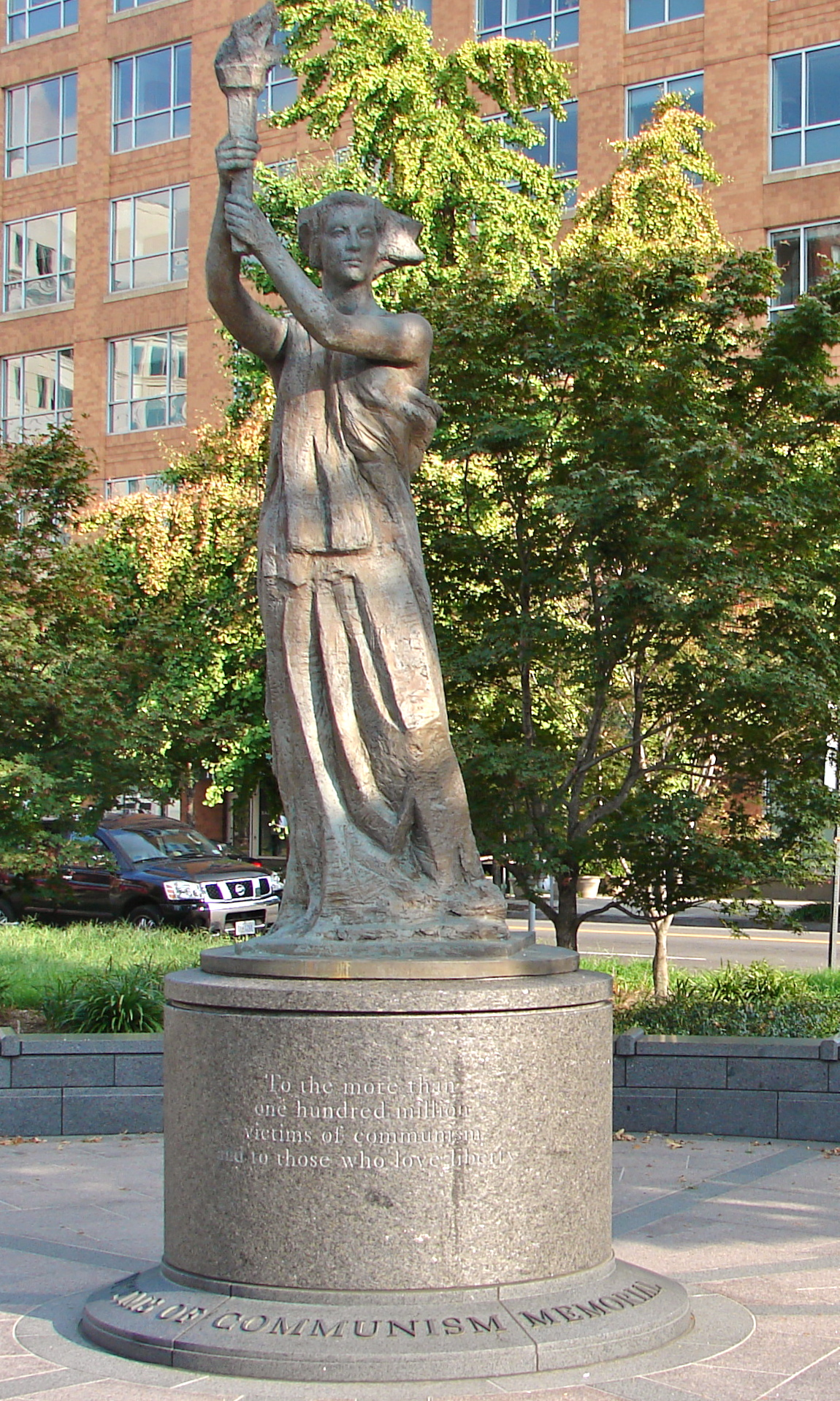
Il Victims of Communism Memorial è una replica della "Dea della democrazia", distrutta in piazza Tienanmen dal governo della Repubblica Popolare Cinese.

Il memoriale è stato inaugurato il 12 giugno 2007 in occasione del 20º anniversario del discorso "Tear down this wall!" del presidente Ronald Reagan a Berlino Ovest. L'inaugurazione della statua a Washington DC ha guadagnato l'attenzione della stampa internazionale.
Il terreno fu donato dallo US Parks Service e il costo rimanente, oltre 1 milione di dollari, è stato raccolto da fonti private. Scolpita da Thomas Marsh, è una replica in bronzo di circa 3 metri della statua in cartapesta della "Dea della Democrazia" portata dai manifestanti negli eventi di piazza Tienanmen nel 1989.

### Museo
La fondazione mira a costruire un museo a Washington, in particolare vicino al National Mall, e ha ricevuto un finanziamento di 1 milione di dollari dal governo ungherese di Viktor Orbán per il museo. I piani per il museo includono uno spazio espositivo, un auditorium, archivi e studiosi residenti.

### Medaglia Truman-Reagan della libertà
La Fondazione presenta ogni anno la sua Medaglia della libertà Truman-Reagan a un evento che onora gli oppositori del comunismo ed è stato utilizzato per raccogliere fondi per la costruzione del memoriale. I destinatari del passato includono:
- Myroslav Marynovyč
- Viktor Orbán
- Lockheed Martin
- National Endowment for Democracy
- Chen Guangcheng
- Robert Conquest
- Donald Rumsfeld
- Dana Rohrabacher
- Tom Lantos
- Papa Giovanni Paolo II
- Václav Havel
- Yang Jianli
- Nguyen Van Ly
- Elena Bonnėr
- William F.Buckley Jr.
- Richard Pipes
- Guillermo Fariñas
- Lane Kirkland
- Armando Valladares
- János Horváth
- Lech Wałęsa
- Solidarność
- Anna Walentynowicz
- Henry M. Jackson

### Progetti
Nel 2015, la fondazione ha pubblicato una serie di video biografici chiamata Witness Project, contenente interviste a testimoni del comunismo. Altri progetti includono seminari nazionali per insegnanti di scuole superiori e per campus universitari.

### Lobbismo
La fondazione si è opposta alla legge sul chiarimento dell'immunità giurisdizionale sugli scambi culturali stranieri (Foreign Cultural Exchange Jurisdictional Immunity Clarification Act) sostenendo che avrebbe protetto le opere d'arte acquisite illegalmente detenute dai musei russi.

## Persone

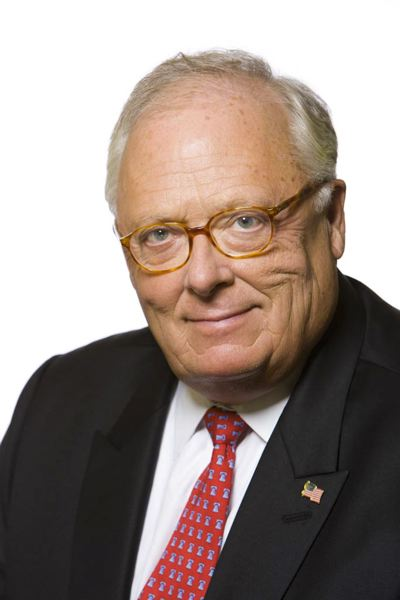
Presidente Edwin J. Feulner

Il presidente di VOC è Edwin J. Feulner, fondatore ed ex presidente del think tank conservatore americano The Heritage Foundation. Il suo presidente emerito e co-fondatore è lo studioso Lee Edwards,  membro fondatore di Young Americans for Freedom e membro del think tank conservatore americano The Heritage Foundation. Lev Dobriansky è stato in precedenza presidente emerito. Il consiglio consultivo nazionale comprende Dennis DeConcini, Paul Hollander, John K. Singlaub, John Earl Haynes e George Weigel. I membri precedenti o deceduti includono Robert Conquest, Richard Pipes, Rudolph Rummel e Jack Kemp.
Il consiglio consultivo internazionale comprende Sali Berisha, Vladimir Bukovskij, Emil Constantinescu, Mart Laar, Vytautas Landsbergis, Guntis Ulmanis, Armando Valladares e Lech Wałęsa. Tra gli ex membri vi sono Elena Bonnėr, Brian Crozier, Árpád Göncz e Václav Havel.
Jay K. Katzen è stato presidente della Fondazione dal giugno 2003 fino alla sua morte nell'aprile 2020. A partire da gennaio 2021, VOC ha avviato la ricerca di un nuovo presidente e CEO.

## Critiche
Secondo Ghodsee e Sehon, la Victims of Communism Memorial Foundation è un'organizzazione anticomunista conservatrice che cerca di equiparare il comunismo all'omicidio, ad esempio erigendo cartelloni pubblicitari a Times Square che dichiarano "100 anni, 100 milioni di uccisi" e "il comunismo uccide". Ghodsee ipotizza che la fondazione, insieme alle organizzazioni conservatrici controparti dell'Europa orientale, cerchi di istituzionalizzare la narrativa delle "vittime del comunismo" come una teoria del doppio genocidio, o l'equivalenza morale tra l'Olocausto nazista (omicidio di razza) e quelli uccisi dai regimi comunisti (omicidio di classe). A suo avviso, questi sono sforzi sospetti per distrarre dalla crisi finanziaria del 2007-2008 e dai fallimenti del neoliberismo.